# 簇生卷耳
簇生卷耳（学名：Cerastium fontanum sp. triviale）为石竹科卷耳属下的一个亚种。

## 扩展阅读
- 維基物種上的相關：簇生卷耳